# Melchior Josef Bandorf
Melchior Josef Bandorf (auch Melchior Bandorf; * 12. August 1845 in Weyhers; † 4. Dezember 1901 in München) war ein deutscher Psychiater.

## Leben
Bandorf studierte an der medizinischen Fakultät der Universität Würzburg Medizin und erlangte 1870 seine Approbation sowie darauf den Grad eines Dr. med. mit der Dissertation Ueber mikrocephale Gehirne. Anschließend ging er an die Universität Wien, um seine Studien fortzusetzen. Als Assistenzarzt wurde er 1870 im Asyl St. Gilgenberg in Eckersdorf eingesetzt, 1870/1871 in der Kreisirrenanstalt Irsee bei Kaufbeuren sowie nach bestandener Konkursprüfung von 1871 bis 1873 in der Kreisirrenanstalt Karthaus-Prüll. Ab 1873 war er zunächst als Assistenzarzt, dann als Oberarzt an der Kreisirrenanstalt München unter Bernhard von Gudden tätig.
Bandorf wurde im Juli 1883 zum Direktor der neugegründeten Kreisirrenanstalt Gabersee bei Wasserburg am Inn ernannt. Nachdem er sich bereits im Vorfeld auf Studienreisen über die neuen Entwicklungen auf dem Gebiet der Irrenanstalten informiert hatte, war ihm hauptsächlich der Aufbau der neuen Anstalt übertragen, wobei er auch eine Landwirtschaft und Werkstätten schuf. Er stellte sich dabei als guter Verwalter der neuen Anstalt heraus. Um 1900 begann er Schwierigkeiten mit seiner Gesundheit zu bekommen und wurde deshalb 1901 in den Ruhestand versetzt. Am 26. April 1901 wurde er mit dem Verdienstorden vom Heiligen Michael IV. Klasse ausgezeichnet. Ab November 1901 befand er sich in stationärer Behandlung, kurz darauf verstarb er. Sein Nachfolger wurde Karl Otto Dees.
Bandorf verfasste diverse biographische Skizzen von Fachkollegen für die Allgemeine Deutsche Biographie.